# Bufo cataulaciceps
Bufo cataulaciceps és una espècie d'amfibi que viu a l'illa de Cuba.
Està amenaçada d'extinció per la pèrdua del seu hàbitat natural.